# کرچلسپیتز
کرچلسپیتز (به لاتین: Kirchlespitz) یک کوه است که در لیختن‌اشتاین واقع شده‌است. کرچلسپیتز ۱٬۹۲۹ متر بالاتر از سطح دریا واقع شده‌است.